# Hisense
Hisense Group is een Chinees bedrijf dat consumentenelektronica en huishoudapparaten produceert. In Nederland wordt Hisense door het dochterbedrijf ATAG Benelux vertegenwoordigd.

## Beschrijving
Het bedrijf werd opgericht in 1969 onder de naam Qingdao No.2 Radio Factory, waar het startte als fabrikant van radio's. Het produceerde zijn eerste televisiemodel in 1978. Vanaf 2015 kreeg het bedrijf de rechten om televisies te verkopen in de Verenigde Staten onder de Japanse merknaam Sharp.
Doordat het bedrijf een OEM is, levert het aan andere producenten, die weer worden doorverkocht onder merknamen als Hitachi, Kelon, Ronshen, Savor, Toshiba en Whirlpool.
Hisense verkoopt in Europa producten onder hun eigen naam, en onder namen van de dochterbedrijven Gorenje, ETNA, ATAG, Pelgrim en ASKO.
De belangrijkste producten van Hisense zijn televisies, maar het produceert ook smartphones, airconditioners, koelkasten, vaatwassers, wasmachines en andere huishoudapparaten.

## Sponsoring
Hisense is sponsor van onder meer de UEFA Euro 2016, UEFA Euro 2020 en  UEFA Euro 2024, de Engelse voetbalclub Aston Villa FC, de Australische National Rugby League en het Oostenrijkse Formule 1-team Red Bull Racing.